# Per Englund (1863–1918)
Per Emanuel Reinhold Englund, född 23 september 1863 i Östersunds församling, Jämtlands län, död 5 juli 1918 i Luleå stadsförsamling, Norrbottens län, var en svensk musiklärare och domkyrkoorganist.

## Biografi
Per Englund föddes 1863 i Östersund. Han blev 1885 elev vid Konservatoriet i Stockholm och avlade 1887 organistexamen, 1889 kyrkosångsexamen och musiklärareexamen. Englund blev 1897 musiklärare vid Högre allmänna läroverket i Luleå och blev 1899 organist och kantor i Luleå församling. Från 1910 var han även musiklärare vid Luleå folkskollärareseminarium. Han avled 1918 i Luleå.